# Due ore ancora
Due ore ancora (D.O.A.) è un film del 1950 diretto da Rudolph Maté e interpretato da Edmond O'Brien.
Il titolo originale del film è l'acronimo di Dead on Arrival, dicitura che in medicina legale indica che il paziente è clinicamente morto prima di poter ricevere cure.
Nel 2004, è stato scelto per la conservazione nel National Film Registry della Library of Congress con la dicitura di film "culturalmente, storicamente o esteticamente significativo".

## Trama

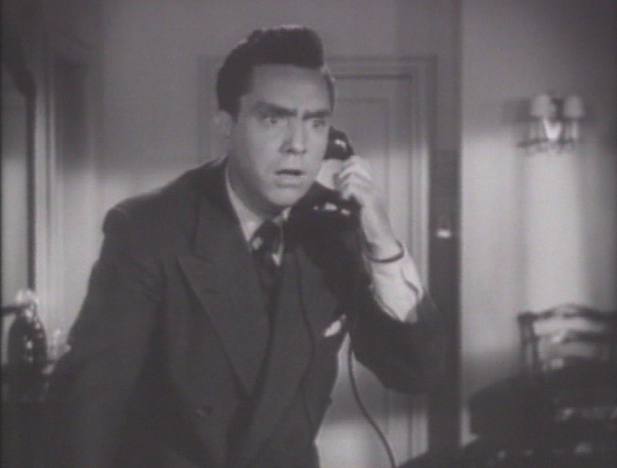
Edmond O'Brien nel ruolo di Frank Bigelow

San Francisco. In una stazione di polizia si presenta un uomo. È venuto a denunciare un omicidio. Il proprio omicidio...
Una settimana prima.
Frank Bigelow,  revisore contabile di Banning (California), fidanzato con la sua segretaria Paula, arriva in città per una breve vacanza. Una sera, mentre si trova al bar, qualcuno cambia il bicchiere del suo drink con un altro. La mattina dopo l'uomo non si sente bene, va a farsi visitare e scopre con orrore di essere stato avvelenato con una tossina per cui disgraziatamente non esiste l'antidoto.
Convinto di essere stato intossicato deliberatamente, e avendo davanti a sé solo pochi giorni di vita, Bigelow cerca di capire chi l'ha avvelenato e perché. A un certo punto lo chiama Paula: uno dei suoi clienti, il signor Phillips, ha provato a contattarlo ma è morto la sera prima. La segretaria di Phillips, la signorina Foster, è convinta che si sia suicidato, tesi di cui è convinto anche il capo contabile, il signor Halliday. Da lì gli indizi portano alla famiglia di Phillips: la vedova e il fratello Stanley.
La chiave del mistero sembra essere una fattura che Bigelow ha contabilizzato alcuni mesi prima, per una partita di iridio che si rivela essere stata rubata. Intanto l'uomo riesce a collegare l'amante di Phillips, Marla, a una banda criminale guidata dal gangster Majak, ma viene catturato: riesce però a scappare.

Una scena del film

Convinto che Stanley e la signorina Foster siano i mandanti dell'assassinio, va ad affrontarli, salvo poi scoprire che Stanley è stato appena avvelenato. Bigelow riesce a farlo ospedalizzare in tempo, e Stanley gli rivela di aver scoperto una relazione sentimentale tra Halliday e la signora Phillips.
Il furto era solo un diversivo: i due hanno ucciso l'uomo poiché aveva scoperto la relazione, e per sviare da sé i sospetti hanno inventato la storia del furto. Ma la fattura dimostrava l'innocenza di Phillips, così Halliday ha iniziato a uccidere chiunque avesse saputo qualcosa al riguardo. Incluso lo stesso Bigelow, che ucciderà poi Halliday in una sparatoria.
Conclusa la sua storia, Bigelow si accascia e muore mormorando il nome della fidanzata. Il detective in carica decide che il suo dossier sia archiviato come D.O.A..